# 沟折层腹菌
沟折层腹菌（学名：Hymenogaster sulcatus）是属于伞菌目层腹菌科层腹菌属的一种担子菌。该种分布于中国、德国、英国、俄罗斯、美国等地。